# A Boy Named Sue
A Boy Named Sue is een single van Johnny Cash. Het nummer stond drie weken op nummer twee in de Amerikaanse hitlijst, achter Honky Tonk Women van The Rolling Stones, en is een jaarlijks terugkerend nummer in de Top 2000 van Radio 2. De single is terug te vinden op zijn live-lp At San Quentin, genoemd naar de gevangenis - San Quentin State Prison - waar hij toen veel optrad.

## Achtergrond
De zanger vertelt dat zijn vader, die wegliep toen de zanger nog een kleuter was, hem Sue heeft genoemd - een meisjesnaam. Hij is daardoor overal het mikpunt van spot en hij heeft een vreselijke hekel aan zijn verdwenen vader. De zoon start een zoektocht naar zijn vader en wanneer hij hem vindt, valt de zoon zijn vader aan. Als ze uitgevochten zijn, legt de vader uit dat hij dankzij die naam geleerd heeft assertief te zijn. Ze sluiten vriendschap. En de zoon neemt zich voor, dat als hij zelf een zoon zal krijgen, hij het kind George of Bill zal noemen, maar beslist niet Sue.

## Hitnoteringen
A Boy Named Sue stond twaalf weken in de Billboard Hot 100 genoteerd met de tweede plaats als hoogste notering.

### Nederlandse Top 40
| Positie: | 38 | 21 | 16 | 14 | 14 | 25 | uit |

### NederlandseHilversum 3 Top 30
| Positie: | 28 | 21 | 13 | 17 | 17 | uit |

### NPO Radio 2 Top 2000
| Nummer met noteringen in de NPO Radio 2 Top 2000 | '99  | '00 | '01  | '02  | '03 | '04 | '05 | '06 | '07 | '08 | '09 | '10 | '11 | '12 | '13 | '14 | '15 | '16 | '17 | '18 | '19 | '20 | '21 | '22 | '23 | '24 |
| ------------------------------------------------ | ---- | --- | ---- | ---- | --- | --- | --- | --- | --- | --- | --- | --- | --- | --- | --- | --- | --- | --- | --- | --- | --- | --- | --- | --- | --- | --- |
| A Boy Named Sue                                  | 1471 | -   | 1296 | 1408 | 619 | 743 | 961 | 640 | 676 | 707 | 526 | 441 | 406 | 216 | 326 | 467 | 400 | 493 | 525 | 508 | 502 | 588 | 620 | 673 | 760 | 877 |

1. ↑  Een '-' betekent dat het nummer niet was genoteerd en een vetgedrukt getal geeft de hoogste notering aan.